# (207585) Lubar
Pour les articles homonymes, voir Lubar.
(207585) Lubar est un astéroïde de la ceinture principale.

## Description
(207585) Lubar est un astéroïde de la ceinture principale. Il fut découvert le 17 août 2006 à Androuchivka par l'observatoire astronomique d'Androuchivka. Il présente une orbite caractérisée par un demi-grand axe de 2,39 UA, une excentricité de 0,22 et une inclinaison de 4,2° par rapport à l'écliptique.

## Compléments